# Hejtmánkovice
Hejtmánkovice (en allemand : Hauptmannsdorf) est une commune du district de Náchod, dans la région de Hradec Králové, en Tchéquie. Sa population s'élevait à 580 habitants en 2022.

## Géographie
Hejtmánkovice se trouve à 3 km à l'ouest-nord-ouest du centre de Broumov, à 23 km au nord-nord-est de Náchod, à 55 km au nord-est de Hradec Králové et à 145 km à l'est-nord-est de Prague.
La commune est limitée par Hynčice et Heřmánkovice au nord, par Broumov à l'est, par Křinice au sud, et par Jetřichov à l'ouest.

## Histoire
La première mention écrite de la localité date de 1296.

## Galerie

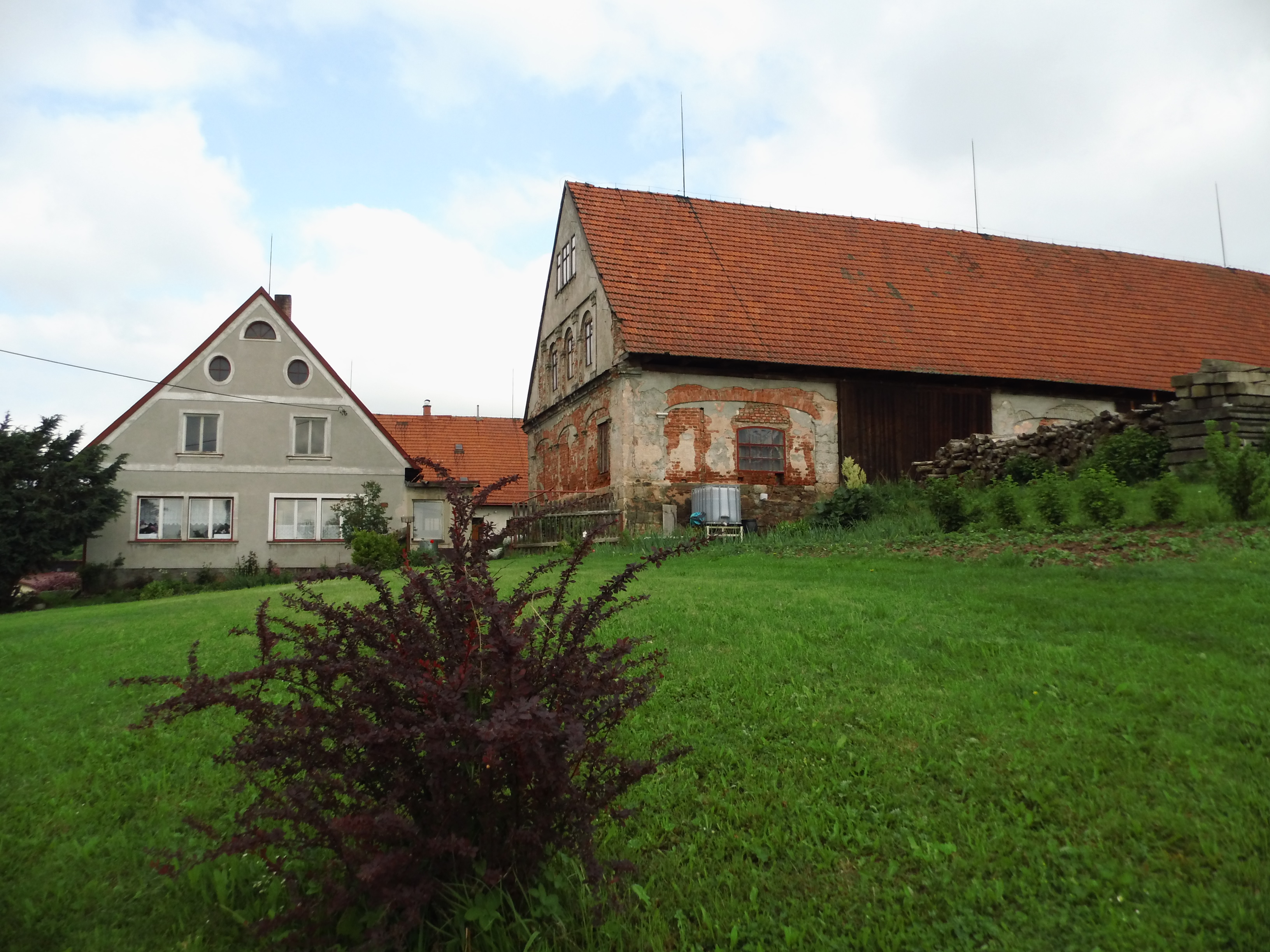
Maisons à Hejtmánkovice.
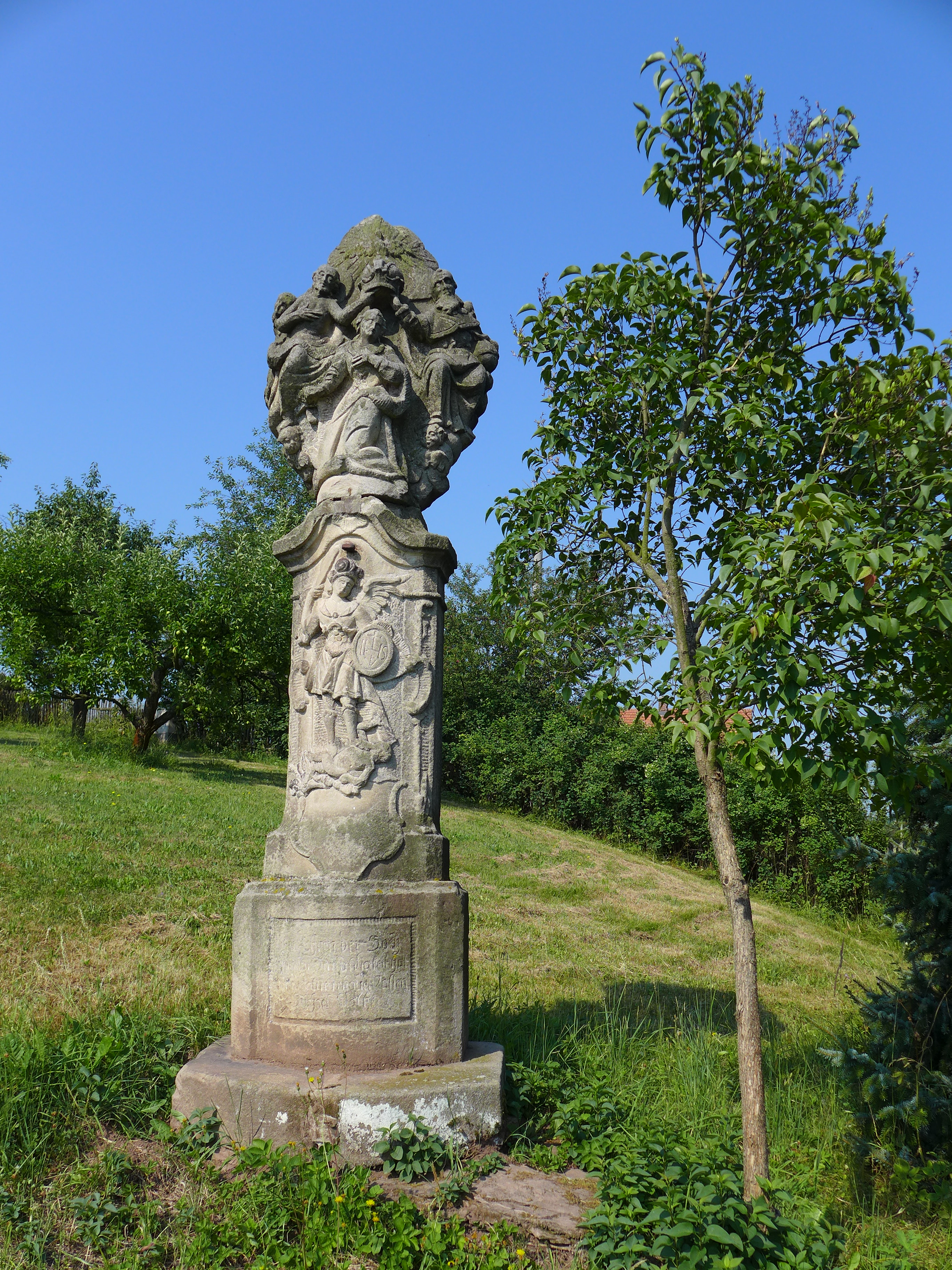
Sculpture de la Sainte Trinité et le couronnement de la Vierge Marie.

## Transports
Par la route, Hejtmánkovice se trouve à 3 km de Broumov, à 31 km de Náchod, à 71 km de Hradec Králové et à 186 km de Prague. 